# Metoda Bergiusa

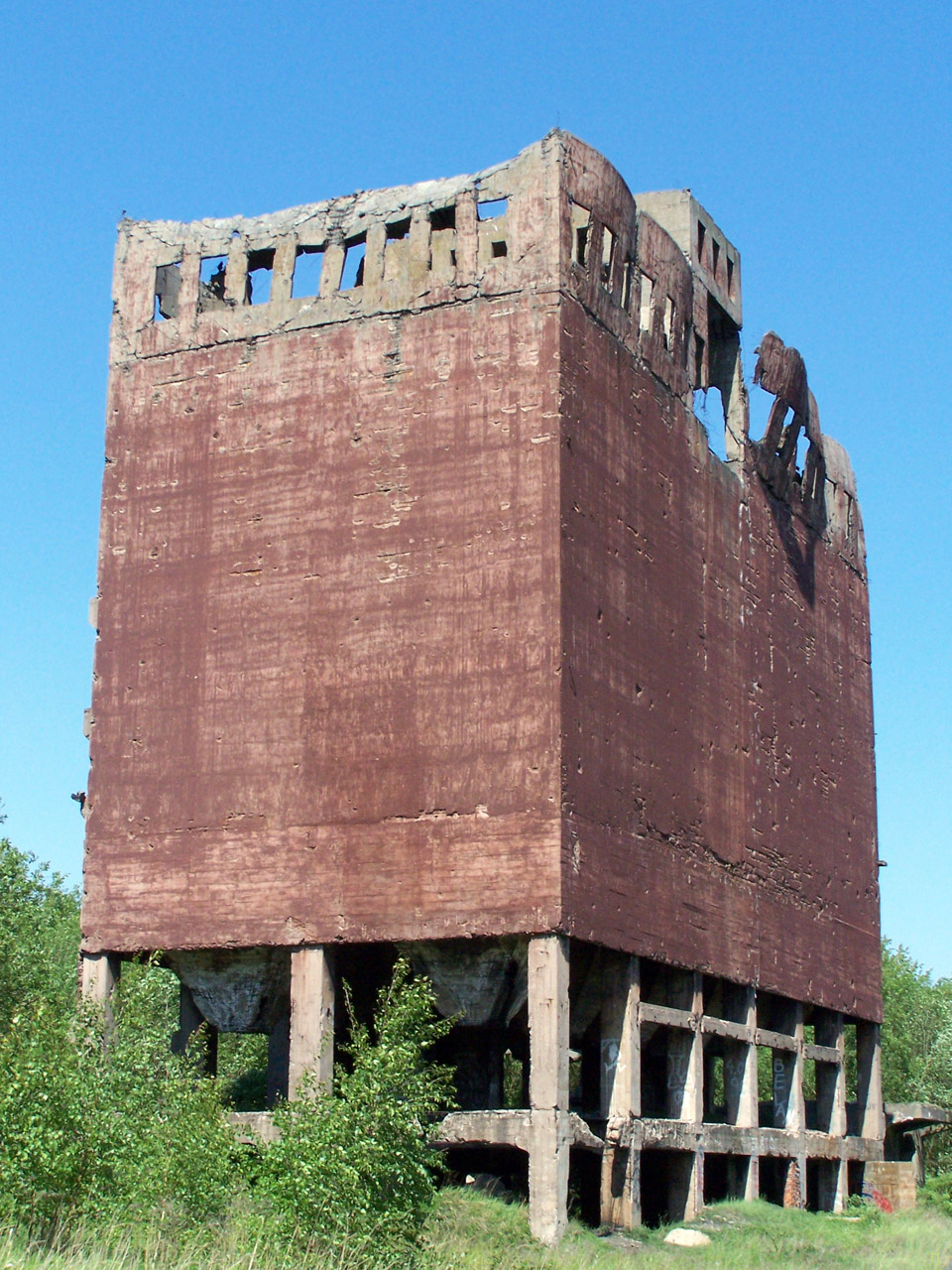
Ruiny elewatora węglowego w zakładach produkcji benzyny syntetycznej metodą Bergiusa z czasów II wojny światowej (IG Farben Industrie, Pölitz, obecnie Police)

Metoda Bergiusa – katalityczne uwodornianie pod ciśnieniem wysokowrzących olei, smoły, oraz węgla brunatnego w celu otrzymania benzyny syntetycznej.
Proces prowadzi się w piecach o długości do 12 m, w temperaturze 410-460 °C, pod ciśnieniem 200-700 atmosfer, w obecności siarczków wolframu i molibdenu lub innych katalizatorów. Węgiel zawarty w surowcu wyjściowym można przeprowadzić w 97% w benzynę syntetyczną.

Schemat blokowy procesu Bergiusa